# Denys Zacharopoulos
Denys Zacharopoulos (griechisch Ντένης Ζαχαρόπουλος, * 11. Juni 1952 in Athen) ist Kunsthistoriker und Kunsttheoretiker, der als Professor für Kunstgeschichte, Autor und Kurator arbeitet, u. a. für die documenta IX und 48. Biennale Venedig.

## Leben
Denys Zacharopoulos studierte am Athener Konservatorium Musik und ab 1970 in Frankreich Literatur, Semantik und Philosophie, anschließend Geschichte sowie Soziologie der Kunst und der Literatur bei Jean Cassou, Gaëtan Picon, Louis Marin und Roland Barthes. 1975 wurde Denys Zacharopoulos Programmkoordinator des Institute of Contemporary Arts in London. Danach Aufenthalt in New York und Lehrtätigkeit an verschiedenen Kunstakademien in der Schweiz, Österreich und Holland.
Während dieser Zeit persönliche Kontakte zu vielen Künstlern seiner Generation, vor allem James Welling, Matt Mullican, Ernst Caramelle, Jean-Marc Bustamante, Juan Muñoz, Thomas Schütte und Reinhard Mucha.

## Kunstwissenschaftliche Tätigkeiten
Arbeitsschwerpunkte waren zunächst die Arte Povera und die Kunst der 70er Jahre. Seit 2001 umfangreiche Publikationen und Ausstellungen über die künstlerische Produktion und die Frage der Avantgarde in der 2. Hälfte des 20. Jahrhunderts.
- Direktor der Domaine de Kerguéhennec, Frankreich (1992–1999)
- Co-Direktor der documenta IX in Kassel mit Jan Hoet (1992)
- Generalinspektor für Zeitgenössische Kunst im französischen Kulturministerium (1999)
- Kurator des französischen Pavillons auf der 48. Biennale in Venedig (1999)
- Professor an der Rijksakademie van Beeldende Kunste, Amsterdam (1996–2005)
- Professor für Kunstgeschichte und Kunsttheorie an der Universität der Ägäis auf Lesbos (2000)
- Künstlerischer Leiter des Mazedonischen Museums für Zeitgenössische Kunst, Thessaloniki (2006).

## Publikationen
Kataloge und theoretische Publikationen, u. a über Gerhard Richter, Mario Merz, Gilberto Zorio, Giannis Kounellis, Per Kirkeby, Eugène Leroy, Michelangelo Pistoletto, Pat Steir, Carl Andre, Pier Paolo Calzolari, Jean-Pierre Bertrand, Marina Abramović, Lothar Baumgarten, Marisa Merz, Jean-Marc Bustamante, Matt Mullican, Thomas Schütte, Jan Vercruysse, Helmut Dorner, Gaylen Gerber, Harald Klingelhöller, Franz West, Jim Lutes, Tadashi Kawamata, Reinhard Mucha, Adrian Schiess, Herbert Brandl, Jimmie Durham, Michel François, Eran Schaerf, Xavier Noiret-Thomé.
- mit Ulrich Look: Gerhard Richter. Schreiber, München 1984.
- Reinhard Mucha: Das Figur/Grund Problem in der Architektur des Barocks (für dich bleibt nur das Grab). Kunstverein, Stuttgart 1985.
- Per Kirkeby. Musée Saint-Pierre, Lyon 1987.
- Gerhard Richter. Durand-Dessert, Paris 1991.
- Jean-Marc Bustamante. Kröller-Müller, Otteloo 1994.
- Per Kirkeby. Arts Club, Chicago 2007.

## Auszeichnungen
- Chevalier des Arts et des Lettres der französischen Republik
- Österreichisches Ehrenzeichen für Wissenschaft und Kunst